# Centro de Exposiciones de Shanghái
El Centro de Exposiciones de Shanghái(en chino, 上海展览中心; pinyin, Shànghǎi Zhǎnlǎn Zhōngxīn) o Salón de Exposiciones de Shanghái (en chino, 上海展览馆; pinyin, Shànghǎi Zhǎnlǎn Guǎn) es un centro de convenciones y exposiciones y monumento situado en el centro de Shanghái, China. Fue construido en el 1955 como Sino-Soviet Friendship Building (en chino, 中苏友好大厦) para conmemorar la alianza entre China y la Unión Soviética, nombre por el cual muchos locales aún llaman al edificio. Reflejando su nombre original, el diseño del edificio se basa en gran medida en la arquitectura neoclásica rusa y Estilo Imperio con innovaciones estalinistas.
El edificio es un importante monumento de Shanghái. Con 93 000 metros cuadrados, es uno de los mayores edificios en el centro de la ciudad por superficie. Tiene 110,4 metros de altura (incluida la aguja) y fue durante décadas (1955-1988) el edificio más alto de Shanghái. Su fachada principal, un patio abierto con una elaborada torre central, da a Yan'an Road, actualmente la principal arteria este-oeste del centro de Shanghái, mientras que su fachada secundaria, una columnata, da a West Nanjing Road, una de las principales calles de tiendas de la ciudad.

## Historia
El Centro de Exposiciones de Shanghái se sitúa en la parcela de la casa del magnate de comienzos del siglo XX Silas Aaron Hardoon, Aili Garden, conocido más frecuentemente como "Hardoon Garden". Hardoon usó su influencia y posición en la Concesión Internacional de Shanghái y la Concesión Francesa de Shanghái para comprar esa gran parcela en lo que ya entonces se estaba convirtiendo en la zona de edificios ‘’prime’’ de la ciudad, y comenzó a construir su residencia en 1904. Completado en 1910 y expandido en 1919, Hardoon Garden fue por mucho tiempo el jardín privado más grande y elaborado de Shanghái. Cuando Hardoon murió, en 1931, el jardín incluía en sus terrenos un teatro, una pagoda, una barca de piedra, una escuela, una universidad y una academia del idioma y la cultura clásica china. La esposa de Hardoon, Liza, entró en reclusión tras la muerte de Hardoon, y el jardín se quedó abandonado. Liza murió en 1941 y fue enterrada en el jardín. En ese mismo año, con el estallido de la Guerra del Pacífico, Hardoon Garden fue ocupado por el ejército japonés hasta el final de la guerra.
El abandono, el saqueo de los soldados japoneses durante la guerra y por los locales después de la guerra, redujeron el Hardoon Garden a un estado desolado cuando el Partido Comunista de China se apoderó de Shanghái en 1949. Cuando los herededos de Hardoon huyeron de Shanghái, el nuevo gobierno confiscó el jardín.
Para rendir homenaje a la Unión Soviética, los líderes del Partido Comunista decidieron a comienzos de la década de 1950 celebrar una exposición en Shanghái en 1955 sobre los logros económicos y culturales de la Unión Soviética en los 37 años desde la Revolución de Octubre. En 1953, se eligió la parcela del Hardoon Garden para la construcción del edificio que albergaría esta exposición. El 4 de mayo de 1954 comenzó la construcción del Sino-Soviet Friendship Building. El edificio fue completado el 5 de marzo de 1955. La exposición se celebró del 15 de marzo al 15 de mayo de 1955.
En 1956, el edificio albergó el primer encuentro político (la primera conferencia de la sucursal de Shanghái del Partido Comunista de China). Hasta 2011, cuando las reuniones se trasladaron al nuevo Expo Centre, el edificio también albergó las reuniones plenarias anuales del Congreso Popular de la Municipalidad de Shanghái (parlamento), y la Conferencia Consultiva Política del Pueblo, haciendo al edificio el congreso municipal de facto. Desde 1959, el Sino-Soviet Friendship Building también albergó una exposición industrial permanente, la Exposición Industrial de Shanghái. En las décadas de 1950 y 1960, era una regla no escrita de urbanismo seguida por el gobierno de Shanghái que ningún edificio excediera en altura la estrella roja en la cima de la torre de este edificio.
El 11 de mayo de 1968, como resultado de la ruptura sino-soviética, el nombre del edificio se cambió a Centro de Exposiciones de Shanghái. En 1978, la Exposición Industrial de Shanghái se convirtió en la Sala de Exposiciones Industrial de Shanghái, resultando en los dos nombres diferentes que se aplican al edificio. El 9 de junio de 1984, las entidades que gestionaban el edificio se fusionaron en el Centro de Exposiciones de Shanghái, por cuyo nombre se conocería el edificio a partir de entonces. El Centro de Exposiciones de Shanghái continúa siendo el nombre de la empresa pública que gestiona el edificio y sus exposiciones y convenciones. En 2011 se completó una importante renovación y reestructuración para mejorar las instalaciones y reorganizar el complejo, concentrando el espacio de exposiciones en la parte sur del complejo y el espacio de conferencias en la parte norte.

## Diseño
El centro del diseño del Sino-Soviet Memorial Building es su torre central, inspirada en el Almirantazgo de San Petersburgo. Forma la parte central de la fachada principal (sur) del complejo, y está retranqueada de la calle con una gran plaza. Bajo la torre central hay un vestíbulo con una cúpula, llamado "Salón Central" (ahora llamado "salón delantero"), que conecta las tres alas principales del edificio. Pasillos al este y al oeste del vestíbulo central llevan a dos alas que giran alrededor para formar dos lados de la plaza frente a la fachada principal. Estas dos alas se construyeron como el "Salón de la Agricultura" y el "Salón de la Cultura", y en la actualidad contienen espacio de exposiciones. Las alas de Agricultura y Cultura tienen grandes escaleras que transportan a los visitantes entre las plantas. La plaza frente a estas dos alas tiene una piscina rectangular y fuentes musicales.
Al norte del vestíbulo central está la mayor sección del complejo, centrada en un salón rectangular de 46 metros por 84 metros, coronado por un techo abovedado con un vano de 30 metros. Este era originalmente el principal espacio de exposiciones del "Salón de la Industria", ahora llamado "salón central". A cada lado del salón principal hay dos patios, rodeados por otros espacios de exposiciones y conferencias que antiguamente formaron parte del ala de la industria.
La sección final del complejo está al norte del ala de la industria. Originalmente llamado ala del "Cine" y ahora "Salón de la Amistad", es el ala de conferencias del complejo, y está frente a la fachada secundaria (norte), junto a una columnata. Esta sección alberga un teatro o cine y, debajo, un comedor que fue diseñado originalmente para ser un café.

## Obras de arte
El edificio encargó un programa de arte, realizado por artistas locales bajo la dirección de la Asociación de Arte de Shanghái. Mientras que las decoraciones interiores han sido reformadas con los años, gran parte de los relieves originales todavía permanecen en varias partes del complejo. La aguja central está coronada con una gran estrella roja inspirada en las estrellas del Kremlin. Originalmente, había una escultura monumental en la base de la torre central, que mostraba un trabajador chino y un trabajador ruso al lado, cada uno sosteniendo un martillo. Esta escultura se retiró tras la ruptura sino-soviética. Ese espacio está ocupado en la actualidad por una estatua de bronce de un trabajador sosteniendo una maraña de cintas.
Se han añadido otras obras de arte al complejo con los años. Frente a la fachada de Nanjing Road se sitúa la escultura Cavalleria Eroica de Arman.

## Véae también
- Anexo:Edificios más altos de Shanghái
- Anexo:Edificios más altos de China